# Akinbode Akinbiyi
Akinbode Akinbiyi (Oxford, Anglaterra, 1946) és un fotògraf anglès d'origen nigerià. Estudià a la universitat d'Ibadan (Nigeria), Lancaster i Heidelberg. El 1987 rep el STERN Reportage Stipend, i el 1993 descobreix UMZANSI, un centre cultural a Clermont Township a Durban (Sud-àfrica). El 2003 participà en la German contribution a la Vième Rencontres de la photographie africaine a Bamako (Mali). Ha treballat des de 1974 com a fotògraf, centrant-se en periodisme gràfic i fotografia arquitectònica i cultural; es compromet amb el fenomen de megaciutats a Europa i, sobretot, a l'Àfrica, treballant actualment en el Caire, Lagos, Kinshasa, i a Johannesburg. Viu i treballa de fotògraf, conservador, i autor a Berlín. El 2009 va participar en la setena trobada de fotografia africana Bamako al Centre de Cultura Contemporània de Barcelona.